# Nica Noelle
Nica Noelle, née 14 juin 1976 à Manhattan, est une actrice de films pornographiques et réalisatrice américaine connue également sous le nom de Sydni Ellis.
Elle est cofondatrice des sociétés de films pour adultes Sweetheart Video, Sweet Sinner (qui ont toutes deux remportés de nombreuses récompenses) et Sweet Sinema ; elle travaille actuellement sur deux nouvelles sociétés : Girl Candy Films et Hard Candy Films. Toutes les sociétés dont elle s'occupe ne produisent que des films lesbiens. Elle est aussi fondatrice de TransRomantic Films.
Depuis 2013, elle a réalisé une vingtaine de films gays pour son studio Rock Candy Films et pour le studio Icon Male.

## Awards et nominations
- 2012 XBIZ Award nominee – All-Girl Release of the Year – Lesbian Deception
- 2011 AEBN Award – Best Feature Film – The Stepmother 3: Trophy Wife
- 2011 AEBN Award – Best Lesbian Movie – Lesbian Adventures: Wet Panties
- 2011 AEBN Award nominee – Best Lesbian Movie – Mother Lovers Society
- 2011 AVN Award nominee – Best Educational Release – Nina Loves Girls 2
- 2011 AVN Award nominee – Best Older Woman/Younger Girl Release – Legends and Starlets 2
- 2011 Feminist Porn Award nominee - Lesbian Deception
- 2011 Feminist Porn Award nominee - Lesbian Truth or Dare Vol. 4
- 2011 Feminist Porn Award nominee – My Girlfriend’s Mother
- 2010 AEBN Award – Best Feature – My Daughter's Boyfriend
- 2010 AVN Award nominee – Best All-Girl Release – Girls Kissing Girls 3
- 2010 AVN Award nominee – Best Video Feature – My Daughter's Boyfriend
- 2010 AVN Award nominee – Director of the Year (Body of Work)
- 2010 Feminist Porn Award – Sexiest Straight Movie – The Deviant
- 2008 Orgazmik Award nominee – Best Lesbo Film – The Lesbian Adventures of Satine Phoenix

## Filmographie partielle
Actrice
- 2006 Women Seeking Women 22
- 2006 Women Seeking Women 24
- 2006 Road Queen 3
- 2006 Women Seeking Women 28
- 2006 Women Seeking Women 29
- 2006 Lesbian Seductions: Older/Younger 9
- 2007 Lesbian Psycho Therapists 1
- 2007 Girls in White 2007 1
- 2007 Lesbian Seductions: Older/Younger 10
- 2007 Women Seeking Women 32
- 2007 Lesbian Bridal Stories 1
- 2007 Women Seeking Women 37
- 2008 Lesbian Tutors 6
- 2008 Lesbian Psycho Therapists 2
- 2008 Lesbian Confessions 1
- 2008 Lesbian Chronicles 1: The Wasted Years
- 2008 Women Seeking Women 41
- 2008 Lesbian Beauties 1: Interracial
- 2008 Lesbian Daydreams 1: Older Women, Younger Girls
- 2008 Women Seeking Women 43
- 2008 Rivals 1
- 2008 Sapphic Lolita
- 2008 Lesbian Truth or Dare 1
- 2008 Angel
- 2009 Lesbian Chronicles 3
- 2009 Lesbian Retreat: Weavertown Mistake 2
- 2009 Ginger Loves Girls
- 2009 Lesbian Adventures: Victorian Love Letters
- 2011 My Mother's Best Friend 3
- 2011 Mother Lovers Society 4
- 2011 The Babysitter 4: Daddy Appeal
- 2011 My Mother's Best Friend 5
- 2012 My Girlfriend's Mother 3
- 2015 : Women Seeking Women 123 avec Magdalene St. Michaels

Réalisatrice
- 2006 : Lesbian Psychotherapists 1
- 2007 : Lesbian Seductions: Older/Younger 13
- 2007 : Girls in White 2007 1
- 2007 : Elexis and Her Girlfriends 1
- 2008 : Stephanie Loves Girls
- 2008 : Sapphic Lolita
- 2008 : Nina Loves Girls 1
- 2008 : Lesbian Beauties 2: Older Women - Younger Girls
- 2008 : Lesbian Adventures: Strap-On Specialist
- 2008 : Lesbian Adventures of Satine Phoenix
- 2008 : Girls Kissing Girls 1: Young Lesbians in Love
- 2008 : Angel
- 2009 : Stepmother 1: Sinful Seductions
- 2009 : Office Seductions 1
- 2009 : Lesbian Office Seductions 2
- 2009 : Lesbian Confessions 3
- 2009 : Lesbian Beauties 4: Interracial - Ebony and Ivory
- 2009 : Lesbian Babysitters 1
- 2009 : Lesbian Adventures: Victorian Love Letters
- 2009 : Lesbian Adventures: Older Women Younger Girls 1
- 2009 : Lesbian Adventures: Lingerie Dreams
- 2009 : Lesbian Adventures: I Love to Trib
- 2009 : Legends and Starlets 1
- 2009 : Girls Kissing Girls 3
- 2009 : Girls Kissing Girls 2: Foreplay Loving Lesbians
- 2009 : Ginger Loves Girls
- 2009 : Elexis Unleashed 1
- 2009 : Beauty and a Geek
- 2010 : Sinderella and Me
- 2010 : Nina Loves Girls 2
- 2010 : Mother Lovers Society 1
- 2010 : Love Triangle
- 2010 : Lesbian Truth or Dare 2
- 2010 : Lesbian Babysitters 2
- 2010 : Lesbian Adventures: Wet Panties
- 2010 : Lesbian Adventures: Strap-On Specialists 2
- 2010 : Legends and Starlets 2
- 2010 : Hotel Sin
- 2010 : Girls Kissing Girls 4
- 2010 : Family Secrets: Tales of Victorian Lust
- 2010 : Exchange Student 1
- 2010 : Cougar Club 1
- 2010 : Babysitter 2
- 2011 : Office Seductions 2
- 2011 : My Girlfriend's Mother 1
- 2011 : Mother Lovers Society 5
- 2011 : Lesbian Truth or Dare 5
- 2011 : Lesbian Slumber Party
- 2011 : Lesbian Office Seductions 5
- 2011 : Lesbian Babysitters 4
- 2011 : Lesbian Adventures: Wet Panties Trib 1
- 2011 : Lesbian Adventures: Wet Panties Trib 1
- 2011 : Lesbian Adventures: Strap-On Specialists 3
- 2011 : Julia Ann Loves Girls
- 2011 : Inari Loves Girls
- 2011 : Girls Kissing Girls 7
- 2011 : Cougar Club 3
- 2011 : Babysitter 5
- 2011 : 6 1/2 Weeks
- 2012 : Wives Club
- 2012 : Teacher Seductions: The Cheating Professor
- 2012 : Stepmother 6
- 2012 : Sinn Sage Loves Girls
- 2012 : My Sister Celine
- 2012 : My Girlfriend's Mother 3
- 2012 : Mother Superior
- 2012 : Lesbians Love Strap-Ons 1
- 2012 : Lesbian Voyeur
- 2012 : Lesbian Truth or Dare 7
- 2012 : Lesbian Slumber Party 2: Lesbians in Training
- 2012 : Lesbian Office Seductions 7
- 2012 : Lesbian Masseuse 1
- 2012 : Lesbian Doms And Subs
- 2012 : Lesbian Beauties 7: All Black Beauties
- 2012 : Legends and Starlets 6
- 2012 : Last Tango
- 2012 : Hitchhiking Lesbians 1
- 2012 : Girls Kissing Girls 9
- 2012 : Deep Kissing Lesbians
- 2012 : Creamy Panties: Big Natural Breasts
- 2012 : Babysitter 6
- 2013 : Mother Superior 2
- 2013 : Luscious Lesbians: Exploring Siri
- 2013 : Lesbians Love Strap-Ons 2
- 2013 : Lesbian Voyeur 2: Wet Kisses
- 2013 : Lesbian Stepmother
- 2013 : Lesbian Slumber Party 3: Girls Volleyball Team
- 2013 : Lesbian Masseuse 3
- 2013 : Lesbian Babysitters 10
- 2013 : Happy Endings
- 2013 : Girls Tribbing Girls 2
- 2013 : Gia: Lesbian Supermodel
- 2013 : A Priest's Confession
- 2013 : His Son's Boyfriend
- 2014 : Forgive me Father
- 2014 : Prisoner of War
- 2014 : Men Seeking Men
- 2014 : Forbidden Encounters
- 2014 : Fathers & Sons
- 2014 : Gay Massage House
- 2014 : His Daughter's Boyfriend
- 2014 : Schoolboy Fantasies
- 2015 : Straight Boy Seductions
- 2015 : Baby Boy
- 2015 : Brothers
- 2016 : Cheaters